# 多和田悟
多和田悟（日语：／，1952年—）是日本導盲犬訓練師，至2006年已訓練出超過三百隻的導盲犬。曾任關西導盲犬協會訓練部長等職。也是全日本視覺障礙者協議會理事、日本導盲犬協會常務理事。

## 生平
出生於中國湖南省，在日本滋賀縣近江八幡市成長。青山學院大學肄業。1974年，22歲的他進入日本導盲犬協會小金井訓練中心任職，之後又被調至北陸導盲犬訓練所。1982年，任關西導盲犬協會訓練部長。1995年成為澳洲昆士蘭導盲犬協會訓練師，2001年回日本並在日本導盲犬協會神奈川訓練中心任職。2006年，多和田悟受國際導盲犬聯盟委派，來台灣至惠光導盲犬教育基金會訪問。
多和田悟曾在1987年訓練過導盲犬「可魯」，後來可魯的事蹟被改編為書籍及電影《再見了，可魯》，身為可魯訓練師的多和田悟也因此得名。
多和田悟還是第一位獲選成為國際導盲犬聯盟評鑑委員的亞洲人。

## 影視形象
在電影版《再見了，可魯》中，多和田悟由椎名桔平飾演。